# Liste der Bodendenkmäler in Spiegelau
Auf dieser Seite sind die Bodendenkmäler in der niederbayerischen Gemeinde Spiegelau zusammengestellt. Diese Tabelle ist eine Teilliste der Liste der Bodendenkmäler in Bayern. Grundlage ist die Bayerische Denkmalliste, die auf Basis des Bayerischen Denkmalschutzgesetzes vom 1. Oktober 1973 erstmals erstellt wurde und seither durch das Bayerische Landesamt für Denkmalpflege geführt wird. Die folgenden Angaben ersetzen nicht die rechtsverbindliche Auskunft der Denkmalschutzbehörde.

## Bodendenkmäler der Gemeinde

### Bodendenkmäler in der Gemarkung Klingenbrunn
| Lage                    | Objekt | Akten-Nr.     | Bild |
| ----------------------- | --- | ------------- | ---- |
| Klingenbrunn (Standort) | Untertägige Befunde des späten Mittelalters und der frühen Neuzeit im Bereich der abgegangenen Glashütte Klingenbrunn im Reinhardsschlag. Siehe auch: Mittelalter, Neuzeit, Glashütte | D-2-7045-0003 |      |
| Klingenbrunn (Standort) | Spätmittelalterlich-frühneuzeitliches Goldseifenhügelfeld. Siehe auch: Goldseife | D-2-7046-0023 |      |

### Bodendenkmäler in der Gemarkung Oberkreuzberg
| Lage                                        | Objekt | Akten-Nr.     | Bild                                                        |
| ------------------------------------------- | --- | ------------- | ----------------------------------------------------------- |
| Oberkreuzberg (Standort)                    | Untertägige Befunde des Mittelalters und der frühen Neuzeit im Bereich der Hofwüstung Hirschschlag mit abgegangener Glashütte. Siehe auch: Wüstung                                                                      | D-2-7146-0009 |                                                             |
| Oberkreuzberg Kreuzbergstraße 12 (Standort) | Untertägige Befunde des Mittelalters und der frühen Neuzeit im Bereich der Katholischen Pfarrkirche St. Maria Magdalena in Oberkreuzberg und ihrer Vorgängerbauten samt zugehörigem Friedhof. Siehe auch: Oberkreuzberg | D-2-7146-0036 | Untertägige Befunde des Mittelalters und der frühen Neuzeit |